# ريد غرامر
ريد غرامر (بالإنجليزية: Red Grammer) هو مغن مؤلف ومغني أمريكي، ولد في 28 نوفمبر 1952 في إيست أورانج في الولايات المتحدة.

## وصلات خارجية
- ريد غرامر على موقع ميوزك برينز (الإنجليزية)
- ريد غرامر على موقع ديسكوغز (الإنجليزية)